# Kaufhaus Magis (Hannover)

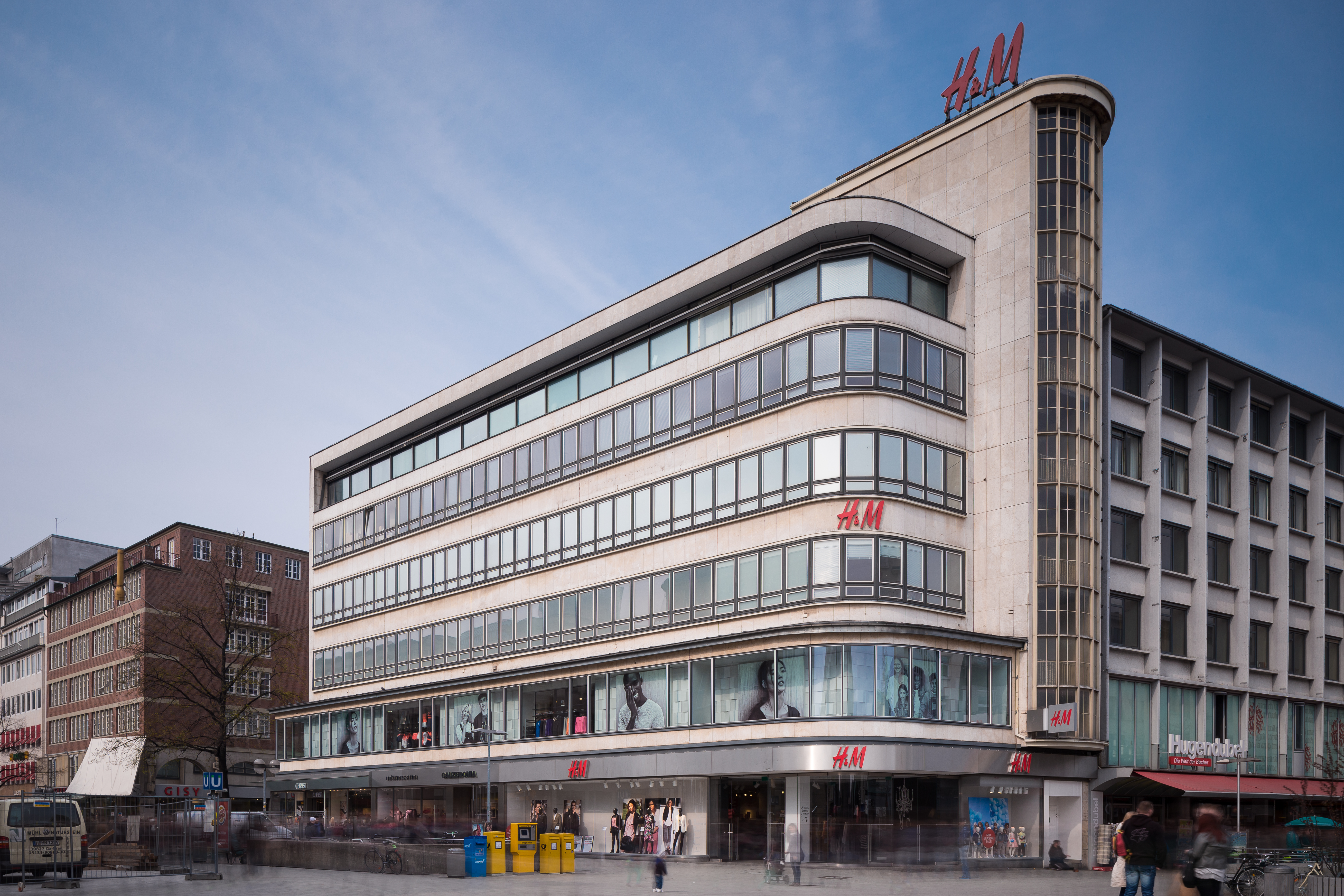
Denkmalgeschütztes Kaufhaus Magis am Kröpcke

Das Kaufhaus Magis in Hannover ist ein denkmalgeschütztes Mode- und Textilkaufhaus der 1950er Jahre. Der Standort des Kaufhauses befindet sich am Kröpcke. Seine Adresse lautet Georgstraße 31/33, Ecke Bahnhofstraße.

## Geschichte

### Arisierung und Zerstörung

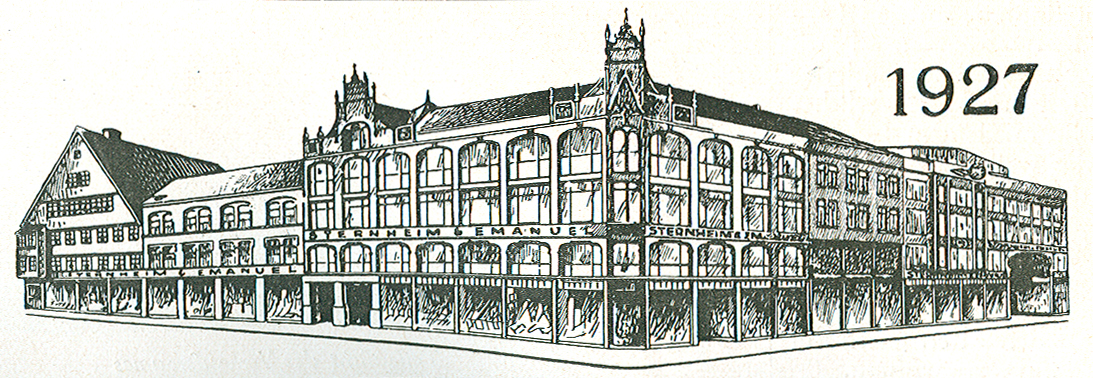
Das Kaufhaus Sternheim & Emanuel, Osterstraße/Ecke Große Packhofstraße

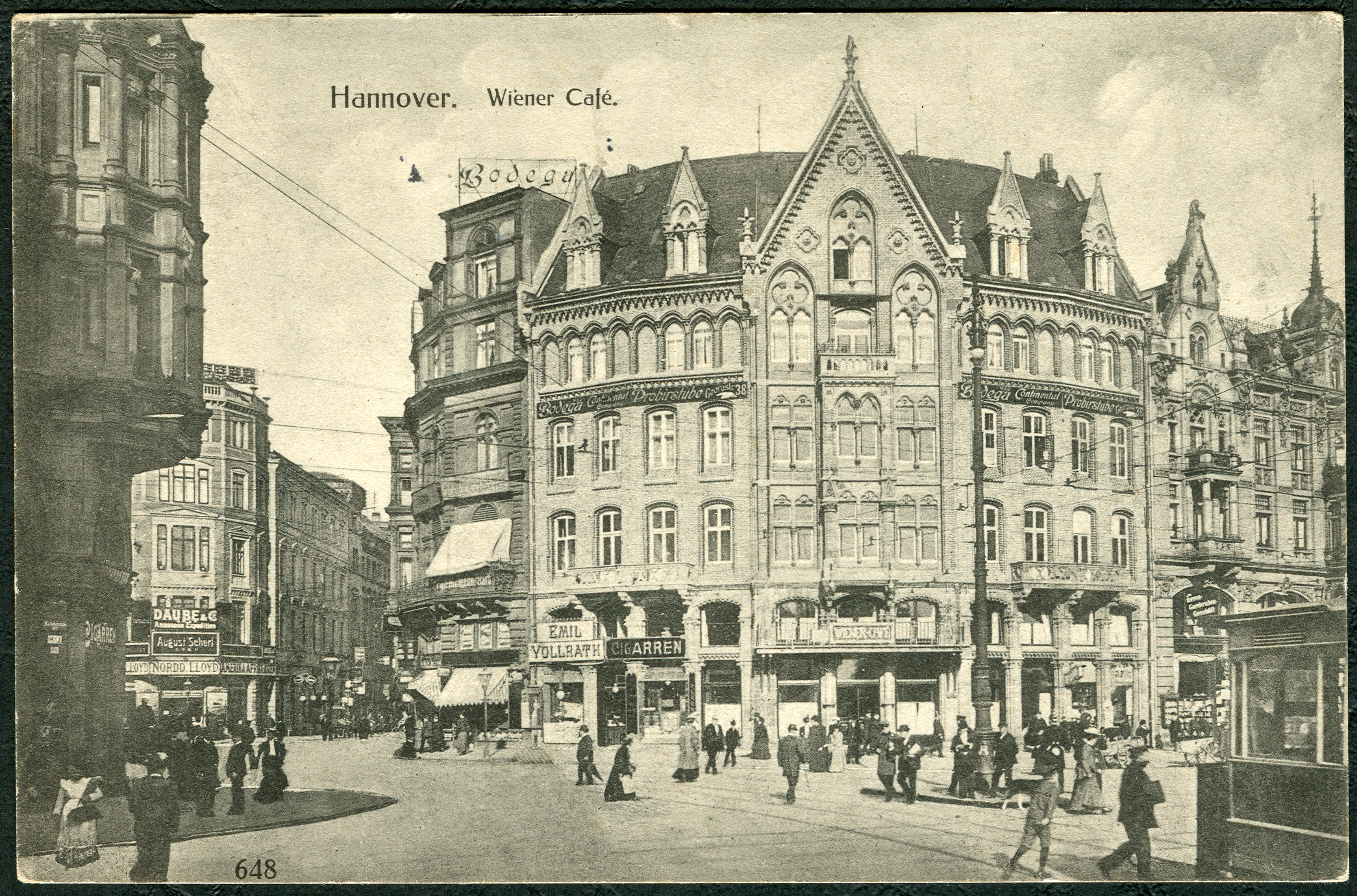
Haus Heinemann, später Wiener Café, war einer der Vorgängerbauten am Kröpcke;
Ansichtskarte Nummer 648, anonym, um 1900

Das Mode- und Textilkaufhaus wurde durch den Textilkaufmann Norbert Magis (* 18. November 1907 in Münster; † 8. August 1970 in Tübingen) in der Zeit des Nationalsozialismus 1938 eröffnet. Es war die Zeit der Arisierungen, der hier das 1886 gegründete, renommierte Manufaktur- und Modewarenhaus Sternheim & Emanuel in der Großen Packhofstraße zum Opfer fiel. Norbert Magis übernahm zwar dessen Inventar und Bestände zu einem von der Arisierungsbehörde heruntergedrückten Preis, leistete jedoch Ausgleichszahlungen an die in der Schweiz lebenden Eigentümer.
Wenige Jahre später wurde das nun Magis genannte Modehaus während der Luftangriffe auf Hannover im Zweiten Weltkrieg zerstört.

### Neubeginn und Baubeschreibung

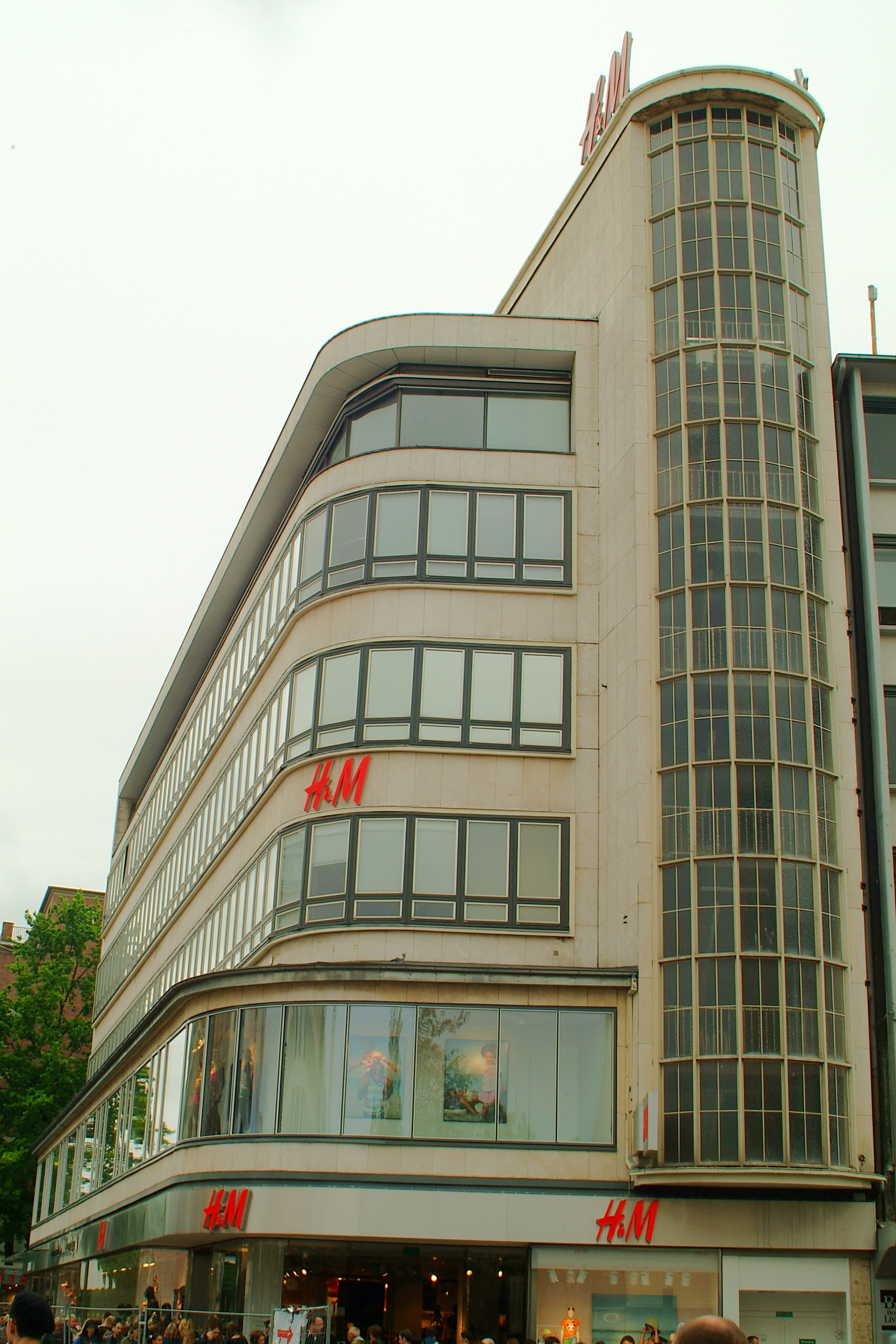
Der vollverglaste Treppenhausturm kontrastiert mit den zurückgestuften Obergeschossen.

Nach dem Krieg begann Magis einen Neuanfang zunächst im Bekleidungshaus Otto Werner. In den Wiederaufbaujahren errichteten bis 1952 die Architekten Paul und Rudolf Brandes sowie Ludwig Thiele jedoch einen Neubau für Magis in der Tradition der modellhaften Warenhausentwürfe des Architekten Erich Mendelsohn aus der Mitte der 1920er Jahre: Mit seinen horizontalen Fenster- und Werkstein-Bändern, den zurückgestuften oberen Geschossen, der abgerundeten Ecke und dem schmalen, halbrunden Treppenhausturm, der kontrastierend an die Seite des Gebäudes gesetzt wurde, bildete das Gebäude die auffälligste Eckdominante am Kröpcke.
Städtebaulich kritisiert wurden dagegen der Neubau des Anfang der 1970er Jahre errichteten Kröpcke-Centers sowie der Nachfolgebau des Café Kröpcke.

### Das Haus seit den 1970ern
Magis führte im Vollsortiment Bekleidung für die ganze Familie, aber auch Heimtextilien und Wollwaren. Doch das mittelständische Familienunternehmen konnte – trotz Umbau, Vergrößerungen und Versuchen, zum Beispiel mit einem Model-Wettbewerb auch jüngere Kunden zu erreichen – in dem Ende der 1970er Jahre allgemein einsetzenden Boom umfangreicherer Warenhäuser und Verbrauchermärkte nicht bestehen. Zudem gehörte das Haus verschiedenen Eigentümern, Magis war lediglich Mieter der Flächen. Ende 1988 schloss Magis. Im größten Teil des Kaufhauses bietet seit 1989 Hennes & Mauritz seine Artikel an, während Magis unter dem neuen Firmennamen „Alina“ verschiedene Bereiche wie die „Fashion Factory“ weiterführte. Zuletzt gab Magis 1997 „Scala“ auf, das Braut- und Abendkleidung führte.

## Der Magis-Stern
Geblieben ist von Magis noch der sogenannte „Magis-Stern“ mit seinem meterlangen Schweif, den rund 700 Glühlampen und den kleineren Begleitsternen: Die Weihnachtsbeleuchtung wurde bisher noch regelmäßig in Betrieb genommen, zeitweilig mit Unterstützung von drei Regionalbanken, darunter die Sparkasse Hannover und die Sparda-Bank Hannover, sowie der Buchhandlung Schmorl & von Seefeld.